# Prosoplus bellus
Prosoplus bellus är en skalbaggsart som beskrevs av Stefan von Breuning 1949. Prosoplus bellus ingår i släktet Prosoplus och familjen långhorningar. Inga underarter finns listade i Catalogue of Life.